# アイリス・チャン
アイリス・チャン（英語: Iris Shun-Ru Chang, 中国語: 張純如、1968年3月28日 - 2004年11月9日）は、中国系アメリカ人のジャーナリスト・政治活動家・作家。

## 来歴
アメリカ合衆国ニュージャージー州プリンストン生まれ。
チャンの両親は1949年に中国人民解放軍から逃れて台湾に脱出した後、1962年にアメリカへ移住した。共にハーバード大学で学び、父親は理論物理学、母親は生物学の博士号を取得している。チャンが2歳の時、一家はイリノイ州シャンペーン・イリノイ州enに転居し、チャンは同地で成長した。
母方の祖父母が
ユニバーシティ・ラボラトリー・ハイスクールを卒業後、ジャーナリストを志してイリノイ大学ジャーナリズム学部に進み、ジャーナリズムの学士号を修める。卒業前からニューヨーク・タイムズの地方特派員を務める。AP通信およびシカゴ・トリビューンでの短い勤務の後、ジョンズ・ホプキンス大学の大学院でライターの技術を学び修士を修め、25歳のとき銭学仙の伝記『スレッド・オブ・ザ・シルクワーム』を執筆し作家デビューした。
2004年に自家用車内で拳銃自殺した。

## 著作
チャンは生涯に3つの作品を著した。

### 『スレッド・オブ・ザ・シルクワーム』（1995年）
原題：『Thread of the Silkworm』
1950年代の「マッカーシズム（赤狩り）」における中国人科学者・銭学森についてのものであった。銭は長年アメリカ軍に協力したが、米政府に軍事機密持ち出しの嫌疑により逮捕された後中国に強制送還された。後にシルクワームミサイルの開発に関わり、「中国ミサイルの父」と呼ばれることとなる。

### 『ザ・レイプ・オブ・南京』（1997年11月）
原題：『The Rape of Nanking: The Forgotten Holocaust of World War II』Basic Books
日中戦争（支那事変）において発生したとされる「南京大虐殺」について書かれたものである。ニューヨーク・タイムズのベストセラーリストに10週間掲載され、スティーヴン・アンブローズは「最高の若手歴史家」であると絶賛した。
オリバー・オーガストは、日本では藤岡信勝らが翻訳の出版を妨害したと主張し、チャンのスタッフは、チャンに対する日本からの圧力は耐え難いものであったとし、チャンは生命の危険を感じていたため日本への旅行を怖がっていたと主張した。また、オリバー・オーガストは「アイリス・チャン最後のレイプオブ南京の被害者か？」というタイムズ記事で、チャンにとって日本からの攻撃はたわいもないものであった。なぜならチャンには世界中の中国人と面会してそれよりも恐ろしい日本軍の行為、「慰安所」に女性を閉じ込めたり、満州では神経ガス実験などの話を聞いていたからだと主張した。
北村稔は、チャンが、日本では南京事件の研究者は職や生命を失う危険がつきまとい、「安全を危惧する中国政府は自国の研究者たちの日本訪問を滅多に許さない」と本書で主張していることについて、日本では事件について自由に様々な研究が行われ、多くの関連著作が刊行されていると反論し、「為にする虚偽の記述」と批判している。
一方、スタンフォード大学歴史学教授のデビッド・ケネディが批判したほか、ジャーナリストのティモシー・M・ケリーは「不注意による間違い」「まったくのでたらめ」「歴史に関する不正確」「恥知らずの盗用」の4項目に分けて分析し、デビッド・バーガミニの「天皇の陰謀」からの盗用があると批判している。

### 『ザ・チャイニーズ・イン・アメリカ』（2003年）
原題：『The Chinese in America』
アメリカにおける中国人移民の歴史について物語風に記述し、19世紀半ば以来の中国からアメリカへの移民と、多数の殺害事件や暴力事件を含む、彼らへの偏見と差別などの中国系アメリカ人に対する迫害を告発している。アメリカではニューヨーク・タイムズのベストセラーリストに数ヶ月間掲載された。一方で、「歴史的証拠の裏付けが欠如した、軽薄な中華思想とロマン主義に陥った駄作」と評するメディアもあり、スーザン・ジェイクスが「チャンによる金切り声の説教」「過度に空想小説的な旅行ガイド」「民族主義的な中国本土の教科書」と批判するなど、前作『ザ・レイプ・オブ・南京』ほどの評価は得られなかった。『The Chinese in America』 第1章には「中国の真の偉大さはその大きさや広がりにあるのではなくその年月（つまり、連綿と続く文明と、損なわれることの無い慣例および伝統の5千年間）にある。多くの歴史家によれば、中国国家は地球上でもっとも古い、機能する組織体である」との記述がある。

## 病気と「自殺」
チャンは4作目として第二次世界大戦中のフィリピンで日本軍と戦い捕虜になった米軍兵士のバターン死の行進に関する作品に取り組んでいた。しかしながらうつ病を患い、入退院を繰り返していた。鬱の要因については諸説あり、現在そのどれもが推測の域を出ていない。フラッシュバックで中国人が被害にあった写真が頭から離れなくなったとオリバー・オーガストは主張している。チャンの大学時代からの友人でジャーナリスト仲間であるポーラ・ケイメンは、1999年頃にはチャンが双極性障害で鬱の兆候を示していたことを報告している。この頃、チャンは排卵誘発剤による不妊治療と流産を繰り返しており、ケイメンはこれが精神的に影響したと疑っている。また、家族によれば『The Rape of Nanking』に関連して弾丸が送り付けられてきたこともあるという。いずれにせよ、『The Rape of Nanking』出版以来、チャンは脅迫を受けるようになり、彼女はほとんどこれを無視していたが、とくに白人らによる中国人差別を描いた『The Chinese in America』出版は、米国の白人社会に歓迎されず、その出版宣伝ツアーでは彼女を脅かすようなことも起こったという。彼女が、4冊目の本の題材としてバターン死の行進の拷問された戦車大隊の生存者にインタビューするためにケンタッキー州に行ったときに、彼女の被害妄想は一気に悪化したという。一方で、双極性障害は遺伝的要因も大きく、ケイメンの『Finding Iris ChangFinding Iris Chang: Friendship, Ambition, and the Loss of an Extraordinary Mind』では、チャンが不妊治療を受けたものの結局、代理母に子を産んでもらったことをチャンの夫から取材しており、また、その子には自閉症を思わせる兆候も現れてきて、それをチャンが気に病んでいたことも伝えられている。
彼女は両親に家に連れ戻され、カリフォルニア州サンノゼのサニーベールで夫と2歳の息子と暮らしていたが、2004年11月9日の午前9時頃に、カリフォルニア州サンタクララ郡の国道17号線、ロスガトスの南で自動車の中で死んでいるのを発見された。サンタクララ郡警察は、状況証拠からチャンが銃で自分の頭を撃ったものと断定した。当時、取り組んでいたバターン死の行進は虐殺や拷問の話の伴う題材であるため彼女の精神がもはや耐えられなかったという説や、バターン死の行進では被害を受けた米軍人が決して十分な補償を得られていないため、日本政府ばかりか米政府からも歓迎されない話題だとして、被害妄想の結果、自身が米政府関係機関からも監視の対象となっているという考えに憑りつかれ、そのための「自殺」とする説がある。
彼女の両親は、チャンが自殺願望を抱きだしていたことを認める一方で、死の直前の時期はそれほどひどかったわけではなく、自殺するとみられるような状況ではなかったとして、鬱の治療のために処方された薬が実際には人種･民族･性差等によって効果が異なり、白人成人を前提とした処方量では彼女への影響としては副反応を起こしたのではないかという説を唱えている。
葬儀は2004年11月19日に行なわれ、親戚・知人等、600人が参列した。

## 関連作品
- 『Iris Chang: The Rape of Nanking』 - 2007年に公開されたカナダのドキュメンタリー映画。日本未公開。本人をカナダ人女優Olivia Chengが演じている。